# Movimiento Quinta República

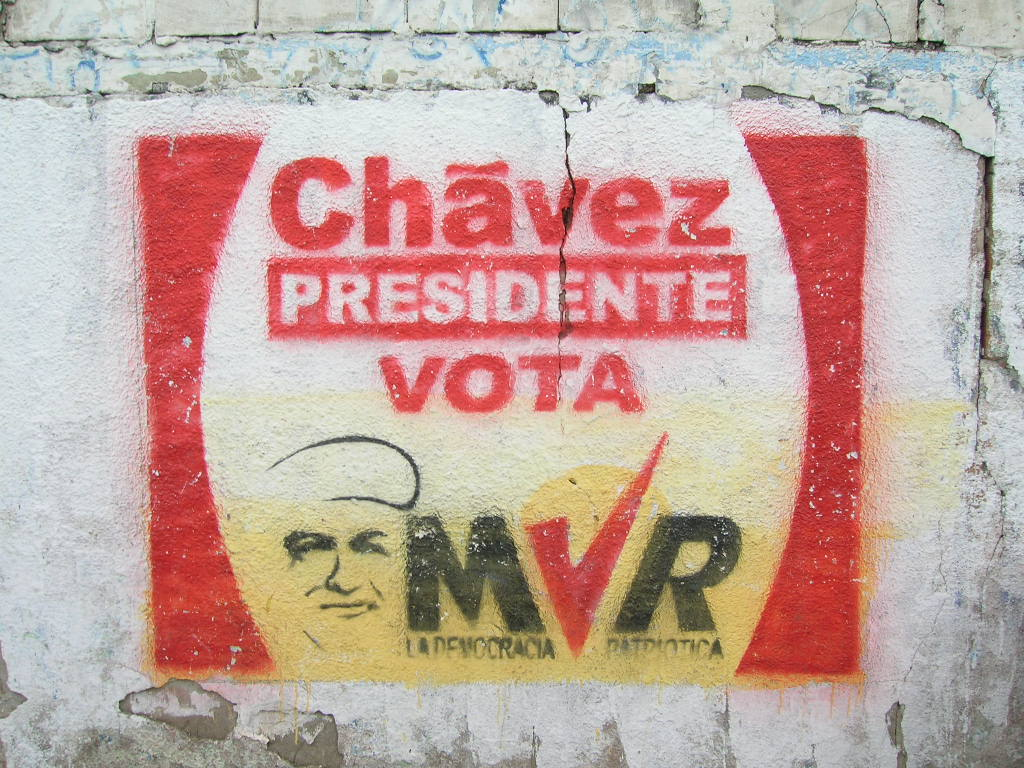
Graffiti mit Wahlwerbung der MVR

Movimiento Quinta República (kurz MVR, deutsch Bewegung für eine Fünfte Republik) war eine linksgerichtete Partei in Venezuela. Sie entstand 1997 aus der Bewegung Movimiento Bolivariano Revolucionario 200. Ziel war die Etablierung einer politischen Plattform zur Unterstützung der Kandidatur Hugo Chávez’ für die Präsidentschaftswahlen 1998, die er schließlich gewann. Laut venezolanischem Gesetz durften sich politische Parteien nicht nach dem Nationalhelden Simón Bolívar benennen. In der Wahl zur Nationalversammlung desselben Jahres erhielt die Partei 76 von 165 Sitzen. Die Partei erklärte sich als die Stimme der Armen. Zusammen mit der Patria Para Todos (PPT) und kleineren Parteien bildete die MVR das linksnationale Bündnis Polo Patriótico.
Im Oktober 2007 ging die MVR in der neu gegründeten Vereinigten Sozialistischen Partei Venezuelas (PSUV) auf. 2011 wurde das regierende Parteienbündnis unter der Führung Chávez’ zum „Gran Polo Patriótico“ ausgebaut und ist weiterhin die dominierende politische Kraft in Venezuela.
Mehrere prominente ehemalige MVR-Vertreter entfernten sich im Laufe der Regierungszeit Chávez’ sowie nach der umstrittenen (zunächst kommissarischen) Machtübernahme durch Nicolás Maduro im März 2013 von ihren ehemaligen Parteigenossen, gingen in die Opposition und unterstützten so in den Präsidentschaftswahlkämpfen 2012 und 2013 den Kandidaten Henrique Capriles. Zu ihnen gehörten der ehemalige General und Verteidigungsminister Raúl Baduel, MVR-Mitgründer und ehemalige Abgeordnete Ernesto Alvarenga, der ehemalige Präsident der MVR Luis Alfonso Dávila sowie der ehemalige Vorsitzende der Gewerkschaftsorganisation der MVR, Froilán Barrios.